# Catron
Catron és una població dels Estats Units a l'estat de Missouri. Segons el cens del 2000 tenia 68 habitants.

## Demografia
Segons el cens del 2000, Catron tenia 68 habitants, 29 habitatges, i 18 famílies. La densitat de població era de 65,6 habitants per km².
Dels 29 habitatges en un 24,1% hi vivien nens de menys de 18 anys, en un 51,7% hi vivien parelles casades, en un 10,3% dones solteres, i en un 37,9% no eren unitats familiars. En el 34,5% dels habitatges hi vivien persones soles el 13,8% de les quals corresponia a persones de 65 anys o més que vivien soles. El nombre mitjà de persones vivint en cada habitatge era de 2,34 i el nombre mitjà de persones que vivien en cada família era de 3,11.
Per edats la població es repartia de la següent manera: un 22,1% tenia menys de 18 anys, un 7,4% entre 18 i 24, un 26,5% entre 25 i 44, un 30,9% de 45 a 60 i un 13,2% 65 anys o més.
L'edat mediana era de 40 anys. Per cada 100 dones de 18 o més anys hi havia 96,3 homes.
La renda mediana per habitatge era de 21.250 $ i la renda mediana per família de 40.000 $. Els homes tenien una renda mediana de 18.750 $ mentre que les dones 25.625 $. La renda per capita de la població era de 9.909 $. Entorn del 22,2% de les famílies i el 42,7% de la població estaven per davall del llindar de pobresa.

## Poblacions més properes
El següent diagrama mostra les poblacions més properes.